# 村松梢風
村松 梢風（むらまつ しょうふう、本名：村松 義一〈むらまつ ぎいち〉、1889年〈明治22年〉9月21日 - 1961年〈昭和36年〉2月13日）は、日本の小説家。静岡県周智郡飯田村（現：森町）生まれ。作家、村松友視の祖父。

## 経歴・作風
祖父に利殖の才があったため、村一番の金持ちだったという。しかし、その金を梢風の父と梢風の代で殆ど放蕩し尽くしてしまった。静岡県立静岡中学校を経て慶應義塾大学部理財科に入学。しかし、父が亡くなったため中退、静岡に戻り教師となる。授業中に落語や百面相をやってみせたという。近隣の村の娘と結婚するが、翌年同文学科に再入学する。ところが、吉原などで遊蕩三昧を尽くしたため再び中退、幾つか職を転々とするがいずれもモノにはならなかった。この頃には実家から金を持ち出すこともできなくなり、毎朝早くに起きて道端に落ちている金を拾ったりしていた。後年、梢風は「結構落ちてるものでな」と語ったという。
梢風は文学に憧れてはいたものの、自分が文筆で身を立てるのは到底実現できないと思っていた。しかし1917年（大正6年）、処女作「琴姫物語」をダメ元で『中央公論』に応募したところ、滝田樗陰に認められデビュー。その後文筆活動に専念し、次々と作品を発表する。ただし、同誌の創作欄ではなく、説苑欄という中間小説或いは読み物を載せる欄に掲載され、梢風自らこれを「情話」と称した。梢風の号を用い始めるのもこの頃で、うらぶれた気持ちで街を歩いていると、木々の梢を冬の風が吹き抜けていくのを見て決めたという。ところが、当時新進の流行作家であった佐藤春夫が芥川龍之介らと謀って、梢風らに対する排斥運動を起こす。佐藤は樗陰に、「あのような下賤の輩に紙面を提供するなら、以後『中央公論』への執筆を停止する」と申し入れてきた。剛腹な樗陰も、有力作家たちに反対されては屈せざるを得なかった。梢風はこのことで後年まで佐藤春夫を恨み、佐藤が和解を申し出ても聞く耳持たなかったという。これを気の毒に思った樗陰が、新しく企画したのが「本朝画人伝」であった。
1923年（大正12年）には、上海に渡航し、その魅力にとりこになって滞在する。中国文化にふれるとともに、租界にあったヨーロッパのモダニズム文化にもふれる。彼が住んだアパートは、ロシア人が経営し、ロシア人のほかにドイツ人やフランス人が住んでいた。また、郭沫若、郁達夫、田漢、欧陽予倩ら、中国の若き知識人たちと知り合う。また、上海を舞台とした作品「魔都」を発表する。
以降もたびたび中国を訪問し、「支那通」として有名となる。
滝田樗陰の死後の、1926年（大正15年）には、個人雑誌『騒人』を創刊。1928年（昭和3年）には、郭沫若が亡命してきたため、匿い、市川に居住させる。ただし、同年に勃発した「済南事件」を梢風が支持したことから、ながらく続いてきた田漢との友情関係が決裂した。
その後、戦前は多くの時代小説等を執筆。戦後も多くの時代小説や伝記小説を執筆・連載した。
代表作として『近世名勝負物語』『正伝清水次郎長』『女経』などが知られる。実証的な手法に裏付けられた評伝作品に、卓越した腕をふるった作家として知られる。
また明治期の歌舞伎俳優・二代目尾上菊之助を描いた『残菊物語』は、戦前の溝口健二以降三度映画化され、舞台でもしばしば上演された代表作である。「男装の麗人」「東洋のマタ・ハリ」と呼ばれた清朝王女の川島芳子を取材し、小説『男装の麗人』を発表した。しかし、小説で芳子のスパイ行為をことさら誇張して描いたため、戦後芳子が漢奸裁判にかけられた際に小説が証拠として扱われ、芳子を死刑に追い込んだという批判がある。梢風自身、戦後芳子の知人から「お前のせいで川島芳子は死んだ」となじられたという。
現在では、主に『本朝画人伝』の作者として知られている。同作は、文献資料を漁るのはもとより、自分の足で直接取材した話が多いのが特色である。梢風は心から絵が好きで、川端康成が大金を投じて『十便十宜図』だか何かの絵を買った話を聞くと、「世の中で名画と定評ある絵は確かにいいさ。だからそういう絵を金を惜しまずに買う人は、絵好きには違いない。だがな、例えば二流の画家でも生涯に何作か、ひどく出来のいい絵が描けることがあるものだ。値は安くてもそういう絵にも、得も言えない良い所がある。自分で買えるそういう絵を見つけて楽しむのも絵好きなんだぞ」と語ったという。

## 家族
文筆一族で知られる。
長男・村松友吾は中央公論社編集者（早世）
次男・村松道平は脚本家
三男・村松喬は毎日新聞記者でのち作家、追悼録『梢風記』（中央公論事業出版、1970年）を編んだ。
四男・村松暎は慶大教授・中国文学者。
孫の一人は、作家村松友視（長男・友吾の実子だが、出産前に友吾が急病のため上海で客死したことから籍は梢風自身の五男として届けた）で、一族を回想した作品もある。
猫好きで、猫を十数匹も飼っており、「猫好きに関しては、大佛次郎と双璧」といわれた。晩年は妻と別居し、愛人と2人で鎌倉に住んでいた。その経緯は村松友視の『鎌倉のおばさん』に詳しい。

## 著作
- 『朝妻双紙』アルス、1918年2月。NDLJP:911943。
- 『梢風物語』天佑社、1919年6月。NDLJP:959492。
- 『灯影綺談』日新閣、1920年5月。NDLJP:962965。
- 『談話売買業者』アルス、1922年5月。NDLJP:970156。
  - 『談話売買業者』騒人社〈騒人文庫 第3編〉、1927年8月。NDLJP:1029135。
- 『岳南名勝旧蹟案内富士を眺めて』福川与作、1922年8月。NDLJP:964480。
- 『光明と暗黒』成象堂、1922年12月。NDLJP:920476。
- 『近世名匠列伝』改造社、1924年4月。NDLJP:972091。
- 『魔都』小西書店、1924年7月。NDLJP:972136。
  - 『魔都』ゆまに書房〈文化人の見た近代アジア 9〉、2002年9月。ISBN 9784843307069。
- 『屋上の鴉』新作社、1924年8月。NDLJP:981722。
- 『本朝画人伝』 上、中央美術社、1924年10月。NDLJP:982289。
  - 『本朝画人伝』 中、中央美術社、1925年5月。NDLJP:982290。
  - 『本朝画人伝』 下、中央美術社、1926年3月。NDLJP:982291。
    - 旧・河出文庫 全3巻、増訂版・中央公論社（全5巻）、中公文庫（全8巻）で新版再刊
- 『碁と将棋の話』大阪屋号書店、1925年6月。NDLJP:1017660。
- 『近藤勇』成象堂〈創作講談 1〉、1925年9月。NDLJP:919144。
- 『宮本武蔵』成象堂〈創作講談 2〉、1925年9月。NDLJP:921021。
- 『一休和尚』成象堂〈創作講談 3〉、1925年9月。NDLJP:917779。
- 『猿飛佐助』成象堂〈創作講談 4〉、1925年9月。NDLJP:924594。
- 『清水次郎長』成象堂〈創作講談 5〉、1925年9月。NDLJP:919280。
- 『紀の国屋文左衛門』成象堂〈創作講談 6〉、1925年9月。NDLJP:919241。
- 『梢風情話集』騒人社、1926年12月。NDLJP:978244。
- 『馬鹿囃子』騒人社、1926年10月。
- 『上海』騒人社、1927年4月。
  - 『上海』大空社〈リバイバル<外地>文学選集 第12巻〉、2000年10月。ISBN 9784756804082。
- 『正伝清水の次郎長』騒人社、1927年5月。
- 『現代侠客伝』報知新聞社、1927年7月。
- 『支那漫談』騒人社、1928年5月。
- 『綾衣絵巻』平凡社、1929年4月。
- 『新支那訪問記』騒人社、1929年5月。
- 『南華に遊びて』大阪屋号書店、1931年3月。
- 『上海事変を語る』平凡社、1932年3月。
- 『人間飢饉 平手造酒』春陽堂〈日本小説文庫 62〉、1932年4月。
- 『爆弾三十六勇士』改造社、1932年。
- 『男装の麗人』中央公論社、1933年4月。
  - 『男装の麗人』大空社〈リバイバル<外地>文学選集 第3巻〉、1998年11月。ISBN 9784756803993。
- 『熱河風景』春秋社、1933年12月。
- 『ふらんすお政』汎文社、1933年11月。
- 『人間苦闘史』千倉書房、1934年10月。
- 『唐人お才 幕末情艶秘史』千倉書房、1934年11月。
- 『駿河富士 他一篇』サイレン社、1936年9月。
- 『巷談時雨双紙』春陽堂〈日本小説文庫 393〉、1936年9月。NDLJP:1110987。
- 『海賊』一誠社、1936年。
- 『艶色双六帖 他一篇』新小説社、1937年2月。
- 『東海美女伝』中央公論社、1937年11月。
- 『秋山定輔は語る』大日本雄弁会講談社、1938年11月。
- 『残菊物語』中央公論社、1938年12月。
- 『近世名匠伝』砂子屋書房〈黒白叢書 4〉、1939年11月。
- 『浪人倶楽部』 第1部、文昭社、1940年6月。NDLJP:1052683。
  - 『浪人倶楽部』 第2部、文昭社、1940年7月。NDLJP:1052684。
- 『新田義興』博文館〈博文館文庫 第2部 44〉、1941年7月。NDLJP:1111500。
- 『支那風物記』河原書店〈芸能叢書 2〉、1941年。
- 『開花三世相』非凡閣〈新作大衆小説全集 第25巻〉、1941年。
- 『葉桜日記』長隆舎書店、1942年8月。NDLJP:1022511。
- 『呂宋助左衛門』北光書房、1942年12月。
- 『春風帖』新興亜社、1943年1月。NDLJP:1129433。
- 『大和の神楽歌』天理時報社、1943年6月。
  - 『大和の神楽歌』（新装版）共立出版、1965年6月。
- 『灯台』白林書房、1943年12月。
- 『婦道太平記』 上、万里閣、1944年5月。NDLJP:1134448。
  - 『婦道太平記』 下、万里閣、1944年8月。NDLJP:1134455。
- 『思ひ出の上海』自由書房、1947年2月。
  - 『思い出の上海』大空社〈上海叢書 11〉、2002年1月。ISBN 9784283001978。
- 『雲』石狩書房、1948年12月。
- 『金・恋・仏 秋山定輔は語る』関書院、1948年12月。
- 『朝鮮王妃秘話』比良書房〈村松梢風傑作集 第1〉、1950年10月。
- 『娼婦昇天 阿部お定の一生』比良書房、1950年11月。
- 『近代作家伝』 上、創元社、1951年6月。
  - 『近代作家伝』 下、創元社、1951年12月。
- 『本朝名匠伝』読売新聞社、1952年2月。
- 『川上音二郎』 上、太平洋出版社、1952年2月。
- 『川上音二郎』 下、太平洋出版社、1952年3月。
  - 『川上音二郎』 上、潮出版社〈潮文庫〉、1985年1月。ISBN 9784267009921。
  - 『川上音二郎』 下、潮出版社〈潮文庫〉、1985年1月。ISBN 9784267009938。
- 『燃える上海』駿河台書房、1953年4月。
- 『現代作家伝』新潮社、1953年5月。
- 『花の講道館』新潮社〈近世名勝負物語〉、1953年5月。
- 『風と波と』新潮社、1953年9月。
- 『二人の王将』新潮社〈近世名勝負物語〉、1953年11月。
- 『本因坊物語』新潮社〈近世名勝負物語〉、1954年7月。
- 『小説 剣俠平手造酒』河出書房〈河出新書〉、1955年10月。
- 『松竹兄弟物語』毎日新聞社、1955年11月。
- 『ヨーロッパの春 女のいる風景』読売新聞社〈読売文庫〉、1956年3月。
- 『芥川と菊池 近世名勝負物語』文藝春秋新社、1956年5月。
- 『日本金権史』新潮社〈近世名勝負物語〉、1956年9月。
- 『春の海 近世名勝負物語』大日本雄弁会講談社、1957年3月。
- 『銀の耳飾』大日本雄弁会講談社〈ミリオンブックス〉、1957年4月。
- 『私の履歴書』金文堂、1957年5月。
- 『秩父水滸伝・女侠剣豪伝』自由国民社〈近世名勝負物語 1〉、1957年6月。
- 『細菌の猟人・黄金街の覇者』自由国民社〈近世名勝負物語 2〉、1957年6月。
- 『出版の王座』新潮社〈近世名勝負物語〉、1957年6月。
- 『沢正風雲録・名優船乗込』自由国民社〈近世名勝負物語 5〉、1957年8月。
- 『画談三国志』自由国民社〈近世名勝負物語 7〉、1957年9月。
- 『鴈治郎物語』自由国民社〈近世名勝負物語 8〉、1957年9月。
- 『舞扇花柳流』自由国民社〈近世名勝負物語 9〉、1957年9月。
- 『中国デカメロン』文藝春秋新社、1957年11月。
- 『魔術の女王』新潮社〈近世名勝負物語〉、1957年12月。
- 『女経』中央公論社、1958年1月。
- 『日本金権史』自由国民社（近世名勝負物語11）1958年1月
  - 『女経』中央公論社〈中央公論文庫〉、1959年2月。
- 『日本悲恋物語』清和書院、1958年5月。 近世名勝負物語
- 『名優船乗込・沢正風雲録』自由国民社（近世名勝負物語）1958年5月
- 『七いろの人生』三笠書房、1958年12月。
- 『新女経』中央公論社、1959年6月。
- 『花の弁論』中央公論社、1959年7月。
- 『小説 塔』中央公論社、1960年3月。
- 『小説 殿下』新潮社〈ポケット・ライブラリ 第2〉、1961年1月。
- 『女傑伝・細菌の猟人』読売新聞社〈梢風名勝負物語〉、1961年3月。
- 『菊・吉・名優船乗込』読売新聞社〈梢風名勝負物語〉、1961年10月。
- 『春の海・舞扇花柳流』読売新聞社〈梢風名勝負物語〉、1962年3月。
- 『画談三国志・花の弁論』読売新聞社〈梢風名勝負物語〉、1962年4月。
- 『巨人軍の花 チャンピオン』自由国民社〈近世名勝負物語 6〉、1962年8月。
  - 『巨人軍の花』春陽堂〈春陽文庫〉、1957年8月。
- 『俠客の世界 江戸から昭和まで』国書刊行会〈義と仁叢書 5〉、2015年11月。ISBN 9784336059772。

## 村松梢風に相当する人物を演じた俳優
- 山村聰（1954年の映画『燃える上海』）
- 中村雅俊（2008年12月6日放送　テレビ朝日『男装の麗人〜川島芳子の生涯〜』…加賀美正一役）

## 映像化作品
- 『秩父水滸伝』(1954年)
- 『秩父水滸伝 必殺剣』（1965年）